# کریس بنگل
کریس بنگل (انگلیسی: Chris Bangle؛ زادهٔ ۱۴ اکتبر ۱۹۵۶) یک طراح خودرو اهل ایالات متحده آمریکا است.بنگل بیشتر برای فعالیتش در نقش رئیس بخش طراحی گروه بی ام و شناخته شده است.وی ریاست بخش ساخت موتور شرکت های ماشین سازی بی ام و ، مینی و رولز رویس را بر عهده داشته است.